# Euro-Centrum Park Naukowo-Technologiczny w Katowicach

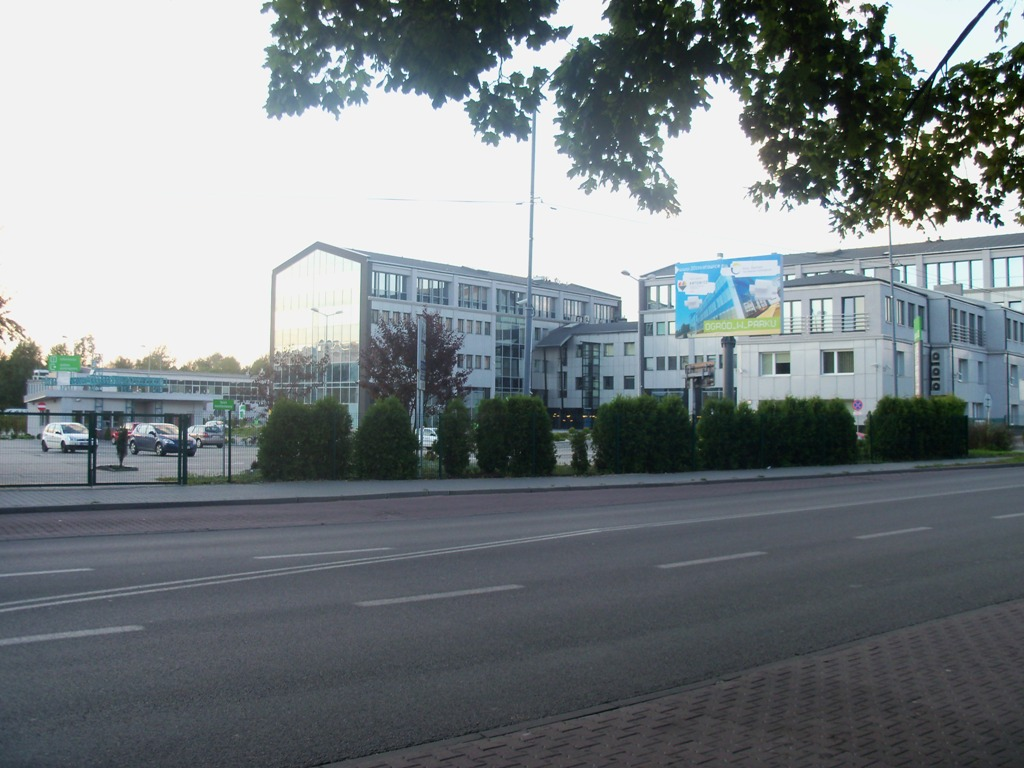
Euro-Centrum Park Przemysłowy (ul. Ligocka 103)

Euro-Centrum Park Naukowo-Technologiczny – jest częścią Grupy Euro-Centrum; powstał w 2007 roku na terenie Euro-Centrum Parku Przemysłowego w Katowicach. Jak cała Grupa tematycznie koncentruje się na technologiach energooszczędnych, których rozwój stymuluje i  które wdraża przede wszystkim w budynkach. Swoje działania prowadzi we współpracy ze środowiskiem nauki i biznesu.

## Partnerzy naukowi
- Akademia Górniczo Hutnicza w Krakowie
- Politechnika Śląska w Gliwicach
- Politechnika Częstochowska
- Uniwersytet Śląski
- Akademia Ekonomiczna w Katowicach
- Akademia Sztuk Pięknych w Katowicach
- Instytut Technologii Elektronowej w Warszawie
- Instytut Chemicznej Przeróbki Węgla w Zabrzu
- Instytut Technik Innowacyjnych EMAG
- Wyższa Szkoła Technologii Informatycznych w Katowicach

## Partnerzy biznesowi
- Hoval Polska
- Vattenfall
- BMK Solar
- Blumenbecker Polska
- Proximus Sp. z o.o.
- Proekoterm
- Sygnity
- Aero System Instalacje Technologiczne

## Badania
Park prowadzi działania badawcze z zakresu technologii energooszczędnych i poszanowania energii w budynkach. Na zlecenie Narodowego Centrum Badań i Rozwoju w ramach konsorcjów naukowo-przemysłowych realizuje ogólnopolskie projekty mające zoptymalizować zużycie energii elektrycznej w budynkach i  zwiększyć wykorzystanie energii z OZE. W badaniach wykorzystywana jest infrastruktura Parku. Na jego terenie  znajduje się też stacja meteorologiczna, która od 2008 roku dokonuje pomiaru podstawowych parametrów meteorologicznych.

## Infrastruktura
W latach 2009–2013 Euro-Centrum Park Naukowo-Technologiczny  planuje intensywny rozwój infrastruktury. Powstanie siedziba Parku – pierwszy w Polsce biurowiec pasywny, wykorzystujący odnawialne źródła energii (solarną i geotermię), a drugi budynek zostanie zmodernizowany. Na ich terenie znajdą się laboratoria ze sprzętem do badania technologii energooszczędnych, centrum certyfikacyjne sprzętu oraz szkoleniowe dla monterów urządzeń wykorzystujących OZE. Rozwój odbędzie się w ramach projektu „Utworzenie Parku Naukowo-Technologicznego Euro-Centrum- rozwój i zastosowanie nowych technologii w obszarze poszanowania energii i jej odnawialnych źródeł” realizowanego w ramach Działania 5.3 Programu Operacyjnego Innowacyjna Gospodarka.

## Fundusz zalążkowy
Park finansowo, organizacyjnie i  doradczo wspiera rozwój i komercjalizację innowacyjnych pomysłów w  obszarze technologii energooszczędnych, a także zapewnia przedsiębiorcom powierzchnię i usługi okołobiznesowe. Wśród świadczonych usług są:
- badanie poziomu innowacyjności
- badanie czystości patentowej
- analiza rynku innowacyjnego rozwiązania
- opracowanie Biznes Planu /Studium Wykonalności
- rozwój koncepcji produktu (prototypowanie)
- testowanie i ocena nowego produktu

Na bazie zbadanych pomysłów są tworzone firmy technologiczne. Euro-Centrum oferuje wsparcie finansowe poprzez wejście kapitałowe do 200 000 euro. Dokapitalizowane pomysły muszą pochodzić w obszaru technologii energooszczędnych i OZE.

## Szkolenia i edukacja
Park prowadzi działalność szkoleniową dotyczącą zagadnień związanych z poszanowaniem energii w budynkach. Oferta skierowana jest dla przedstawicieli biznesu, nauki i samorządu. Park organizuje także bezpłatne kursy z przedsiębiorczości dla studentów i absolwentów, którzy zamierzają otworzyć własną firmę technologiczną. Park prowadzi też działania popularyzujące ideę oszczędzania energii i wykorzystywania OZE. Adresatem tych działań są dzieci w wieku szkolnym, studenci oraz dorośli. W dotychczasowych akcjach wzięło udział ponad 3000 osób, głównie uczniów śląskich szkół podstawowych i gimnazjów. Na terenie Euro-Centrum odbywają się także warsztaty dla studentów uczelni partnerskich (głównie technicznych) na temat budownictwa energooszczędnego i pasywnego. W trakcie spotkań praktyczną wiedzę prezentują m.in. przedstawiciele firm technologicznych skupionych w ramach Klastra Technologii Energooszczędnych.